# Gilmar Rinaldi
Gilmar Luís Rinaldi (Erechim, 13 de janeiro de 1959) é um ex-futebolista brasileiro, que jogava na posição de goleiro. Durante sua carreira como jogador, destacou-se no Internacional, no São Paulo e no Flamengo.
Em 17 de julho de 2014, foi anunciado como novo coordenador-geral de Seleções da CBF, como parte da reformulação feita após a participação na Copa do Mundo de 2014.

## Carreira
Gilmar iniciou sua carreira no Internacional, em 1978, tendo feito parte do elenco colorado, tetra-campeão gaúcho de 1981 a 1984.
Em 1985, transferiu-se para o São Paulo FC, aonde logo se firmou na posição de goleiro titular. Naquele mesmo ano, sagrou-se campeão paulista e, um ano mais tarde, conquistou seu primeiro Campeonato Brasileiro, em uma final emocionante, contra o Guarani, decidida na disputa de pênaltis. De 1987 a 1990, continuou a colecionar títulos pelo Tricolor. Todavia, sua condição de titular havia sido perdida, primeiro para o goleiro chileno Rojas e, em seguida, para Zetti.
Então, já aos 31 anos de idade, Gilmar vislumbrou uma nova oportunidade de voltar a atuar, como titular, quando surgiu o interesse do Flamengo. Assim, retomou sua melhor forma e, em ótima fase, foi um dos destaques daquela equipe rubro-negra, que conquistou o Campeonato Carioca de 1991 e o Campeonato Brasileiro de 1992.
Novamente em evidência, graças as suas boas atuações no Flamengo, Gilmar acabou sendo convocado por Carlos Alberto Parreira, como terceiro goleiro, para a disputa da Copa do Mundo de 1994.
Após a conquista do tetracampeonato mundial, nos Estados Unidos, com a Seleção Brasileira, Gilmar deixou o Flamengo e foi encerrar sua carreira no Cerezo Osaka, do Japão.

## Empresário e "cartola"
Depois que parou de jogar, Gilmar retornou ao Flamengo, em 1999, como superintendente de futebol. Exerceu este cargo por dois anos seguidos e depois passou a dedicar-se à função de empresário de jogadores.
Sua empresa, voltada à gestão da carreira de jogadores de futebol, já teve como cliente jogadores como Adriano "Imperador", Juan, Fábio Simplício, Danilo e Washington Stecanela.

## Títulos
Internacional
- Campeonato Brasileiro: 1979
- Campeonato Gaúcho: 1978, 1981, 1982, 1983, 1984
- Copa Governador do Estado do Rio Grande do Sul: 1978
- Copa Kirin: 1984
- Torneio da Costa do Sol: 1983
- Torneio Heleno Nunes: 1984
- Torneio Viña del Mar: 1978
- Troféu Joan Gamper: 1982

São Paulo
- Campeonato Brasileiro: 1986
- Taça dos Campeões Estaduais Rio-São Paulo: 1985, 1987
- Campeonato Paulista: 1985[3], 1987, 1989[4]

Flamengo
- Campeonato Brasileiro: 1992
- Campeonato Carioca: 1991
- Copa Rio: 1991
- Taça Rio: 1991
- Campeonato da Capital: 1991, 1993
- Taça Brahma dos Campeões: 1992
- Taça Libertad: 1993
- Torneio Internacional de Kuala Lumpur: 1994

Seleção Brasileira
- Copa do Mundo FIFA: 1994
- Copa Umbro: 1995

## Prêmios
- Bola de Prata da Revista Placar: 1986, 1989